# Pere Montaldo
Pere Montaldo i Regés (Barcelona, 1825 - Annapolis, 23 de febrer de 1884) advocat i polític català.
Fou advocat d'Abdó Terrades i de Narcís Monturiol, i com ells s'afilià al Partit Democràtic. Això el va obligar a emigrar a Perpinyà el 1842, on es va oposar al lideratge de Joan Prim i Prats i defensà les posicions de Terrades, alhora que redactà el programa amb el que protagonitzaren la revolta de la Jamància (1843). El 1854 fou nomenat secretari del comitè de propaganda del Partit Democràtic i dirigí els diaris El Republicano i El Genio de la Libertad amb Narcís Monturiol i Josep Anselm Clavé. Ocupà alguns càrrecs durant el Bienni Progressista i s'encarregà de la propaganda del partit, en el programa del qual, influït per Étienne Cabet, va incloure una crida a l'entesa dels treballadors, el dret a l'educació i un repartiment més just del producte del treball.
A la mort de Francesc de Paula Cuello i Prats el 1851 va ocupar el seu càrrec en el partit, però després de la repressió del capità general Zapatero, el 1855 va marxar cap a Itàlia, i d'allí als EUA. Allà es va incorporar a la colònia icariana de Nauvoo (Illinois), on hi era el seu germà Ignasi Montaldo i Regés (1821-1871). Quan va esclatar la Guerra Civil dels Estats Units el 1861 es va unir a l'exèrcit federal. Se sap que fou ferit en un peu a la batalla de Murfreesboro.
Està enterrat al Cementiri de l'Acadèmia Naval dels Estats Units a Annapolis, Anne Arundel Country, Maryland, EE.UU.